# Adelajda Maria z Anhaltu-Dessau
Adelajda Maria z Anhaltu-Dessau (ur. 25 grudnia 1833 w Dessau, zm. 24 listopada 1916 w zamku Königstein im Taunus) – księżniczka Anhaltu-Dessau, księżna Nassau, wielka księżna Luksemburga.

## Życiorys
Adelajda Maria była córką Fryderyka Augusta, księcia Anhaltu-Dessau, i Marii Luizy Charlotty, księżniczki Hesji-Kassel. 23 kwietnia 1851 Adelajda wyszła za mąż za Adolfa Wilhelma, księcia Nassau i wielkiego księcia Luksemburga, wdowca po Elżbiecie Michajłownie Romanowej.

### Dzieci
- Wilhelm IV (ur. 22 kwietnia 1852, zm. 25 lutego 1912), wielki książę
- Fryderyk (ur. 28 września 1854, zm. 23 października 1855)
- Maria (ur. 14 listopada 1857, zm. 28 grudnia 1857)
- Franciszek Józef Wilhelm (ur. 30 stycznia 1859, zm. 2 kwietnia 1875)
- Hilda Charlotta Wilhelmina (ur. 5 listopada 1864, zm. 8 lutego 1952), żona Fryderyka II, wielkiego księcia Badenii